# Zet 'm Op: Rutger
Zet 'm Op: Rutger was een radioprogramma op de Nederlandse radiozender NPO Radio 2, dat van 5 november 2018 tot en met 2 oktober 2020 werd gepresenteerd door Rutger Radstaake. Het programma werd van maandag tot en met vrijdag tussen 04:00 en 06:00 uur uitgezonden door BNNVARA.  Vaste invaller was Thomas Hekker. Giel Beelen nam vervolgens het tijdslot over. 

## Vaste onderdelen
Het programma kent enkele vaste onderdelen:
De toetertrackEen luisteraar krijgt zijn of haar favoriete plaat te horen wanneer degene opneemt met een toeter.
Het jodelalarmEr kan een Duitse plaat aangevraagd worden wanneer het jodelalarm klinkt.
Wie Wat WaarEr wordt een quiz gespeeld met een luisteraar, met vragen uit de actualiteiten. De winnaar krijgt een Zet 'm Op: Rutger-bieropener.
Effe bellen met BNNVARALuisteraars kunnen bellen met NPO Radio 2.
De internetupdateWekelijks, elke woensdagochtend omstreeks 05.45, wordt het belangrijkste nieuws van en over het internet besproken door techredacteur Jesse Sprikkelman.

## Helene Fischer
In de maanden in aanloop van de Top 2000 van 2018 voerde het programma campagne om het nummer Atemlos durch die Nacht van Helene Fischer in de lijst te krijgen. Rutger Radstaake riep alle luisteraars op om op de Duitse plaat te stemmen. Het nummer kwam op 324 terecht in de lijst. 
Aan De Slag! · Afslag Thunder Road · Aje Tho! · Annemiekes A-lunch · Blokhuis · Bureau De Wilt · Bureau Kijk in de Vegte · Corné Klijns Soul Sensations · De Staat van Stasse · De Wild in de Middag · Echt Jasper · Funky Frank's · Giel ·Gijs 2.4 · Grand Café Kranenbarg · Helemaal Haandrikman · Het Platenpaleis · Hey JP! · Holy Hits · Jan-Willem Start Op! · Licence 2 Chill · Mega Album Top 50 · Motel De Wilt · Musical Moods · Muziekcafé · On the Beat · One Night Stenders · Het oor wil ook wat · PAUL! · Rabbering Laat · Rarmarmar · RickvanV doet 2 · Rinkeldekinkel · Schiffers.fm · SHAY! · Simone's Songlines · Soul Night met One'sy · Spijkers met koppen · Thank God It's Sunday · The Best of 2night · The Big Frank Show · Thijs · Tijd voor Twee · Van Inkels Choice · Verrukkelijke 15 ·  VrijZaZo Show · Vroeg op Frank · 't Wordt Nu Laat · WILDGROEI · Wout2Day · Yora en Sander, Sander en Yora